# Vass
Vass é uma cidade  localizada no estado norte-americano de Carolina do Norte, no Condado de Moore.

## Demografia
Segundo o censo norte-americano de 2000, a sua população era de 750 habitantes.
Em 2006, foi estimada uma população de 775, um aumento de 25 (3.3%).

## Geografia
De acordo com o United States Census Bureau tem uma área de
7,8 km², dos quais 7,8 km² cobertos por terra e 0,0 km² cobertos por água. Vass localiza-se a aproximadamente 94 m acima do nível do mar.

## Localidades na vizinhança
O diagrama seguinte representa as localidades num raio de 20 km ao redor de Vass.